# Brigade logistique
La brigade logistique (BLOG) est une grande unité militaire de l'Armée de terre française.
Elle fait partie du commandement de l’appui et de la logistique de théâtre (CALT).

## Histoire

### Héritage
Dans les années 1980 chaque corps d'armée ainsi que la force d'action rapide disposaient d'une brigade logistique. 
Les brigades des 1er et 2e corps sont dissoutes en 1990 et 1993 en même temps que leurs corps d'armée. 
En 1998, la brigade logistique de la force d'action rapide devient la 1re brigade logistique et la brigade logistique du 3e corps devient la 2e brigade logistique. Ces deux brigades font partie du commandement de la force logistique terrestre (CFLT). 
Le commandement de la force logistique terrestre et la 2e brigade logistique sont dissous en 2009.
En 2016, avec le plan de réorganisation  « Au contact », la 1re brigade logistique est dissoute et remplacée par le poste de commandement de force logistique (PCFL) rattaché au nouveau commandement de la logistique des forces (COMLOG).

### La brigade logistique
Dans le cadre du plan de transformation  « Armée de terre de combat », une nouvelle brigade logistique est créée le 26 mars 2024 à partir du commandement de la logistique des forces et du poste de commandement de force logistique,,. Elle est l'une des trois brigades du commandement de l’appui et de la logistique de théâtre (CALT) aux côtés de la brigade de maintenance (BMAI) et de la brigade du génie (BGEN). 
Son état-major est basé à Montlhéry, .

## Composition

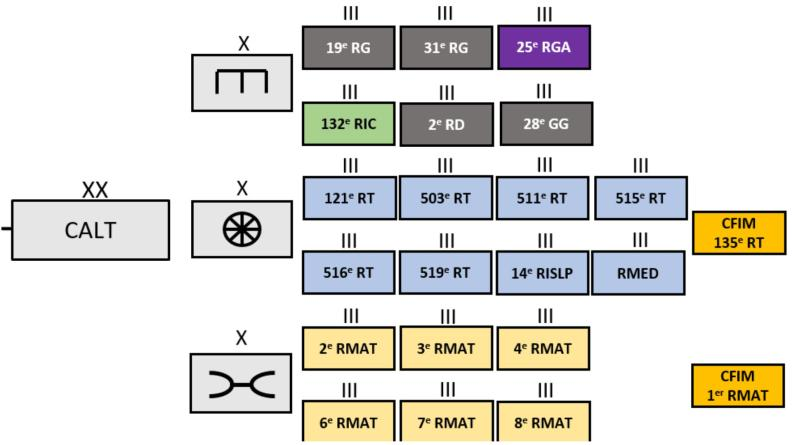
Organigramme du Commandement de l’Appui et de la Logistique de Théâtre

Sa composition est très proche de celle du COMLOG puisqu'elle le remplace en tant qu'outil opérationnel.
| Unité                                                   | Acronyme | Localisation     |
| ------------------------------------------------------- | -------- | ---------------- |
| État-major de brigade                                   | EM BLOG  | Montlhéry        |
| 2e escadron d'instruction élémentaire de conduite       | 2e EIEC  | La Valbonne      |
| 121e régiment du train                                  | 121e RT  | Montlhéry        |
| 503e régiment du train                                  | 503e RT  | Nîmes            |
| 511e régiment du train                                  | 511e RT  | Auxonne          |
| 515e régiment du train                                  | 515e RT  | Brie-La Braconne |
| 516e régiment du train                                  | 516e RT  | Toul-Écrouves    |
| 519e régiment du train                                  | 519e RT  | Toulon-Ollioules |
| 14e régiment d'infanterie et de logistique parachutiste | 14e RILP | Toulouse         |
| Régiment médical                                        | RMed     | La Valbonne      |
| 15e groupement d'instruction de la logistique           | 15e GIL  | Montlhéry        |

## Missions
Cette brigade opérationnelle a pour mission de soutenir deux brigades françaises, les éléments d’appui et de soutien divisionnaire (EASD) et une brigade alliée en complément de son soutien national. Elle regroupera, en opération d’envergure, 6 000 combattants logisticiens, sous le commandement du général commandant la B.LOG, lui-même aux ordres du général commandant la division engagée.

### Les missions par spécialités de la brigade

#### Les unités de transport (121eRT,503eRT,511eRT,515eRT,516eRT et14eRISLP)
Elles arment les structures de commandement sur l’ensemble de la chaîne logistique pour garantir la continuité et la permanence du soutien. Elles ont pour mission de transporter les ressources et de ravitailler les unités (carburant, munitions, etc.).

#### Les unités de circulation et d’escorte (121eRT,503eRT,511eRT,516eRTet14eRILP)
Elles appuient le mouvement des unités, reconnaissent et surveillent les itinéraires. Elles sont un instrument majeur pour contrôler les zones lacunaires et appuyer les opérations de franchissement et de relève. Elles permettent de garantir au commandant de la division le déploiement ordonné de ses unités sur le terrain, conformément à son idée de manœuvre.

#### Les unités de transport de blindés (516eRT,511eRT et503eRT)
Elles fournissent la mobilité opérative à des unités blindées tout en économisant leur potentiel de combat. Elles contribuent à la bascule rapide et discrète d’unités d’un point à un autre afin de concentrer des moyens ou créer un effet de surprise.

#### Les unités de soutien du combattant (14eRISLP)
Elles gèrent, stockent, recomplètent et distribuent des matériels et équipements de vie en campagne. Elles prennent notamment en charge la manœuvre de l’eau et participent aux affaires mortuaires sur le théâtre d’opération.

#### Les unités médicales (RMed)
Elles projettent et mettent en œuvre les unités médicales opérationnelles (UMO) du Service de santé des armées. Elles sont en mesure de transporter sous blindage les blessés vers les structures médicales pour leur prise en charge.

#### Les unités de transit maritime (519eRT)
Elles sont les unités d’appui à la projection par voie maritime depuis la France jusqu’à l’entrée de théâtre. Elles opèrent au niveau stratégique, et permettent à l’armée de Terre de disposer d’une capacité d’entrée en premier depuis une façade maritime sous l’autorité du centre du soutien des opérations et des acheminements (CSOA).
La brigade logistique, forte d’unités expérimentées et à l’expertise précieuse, joue un rôle clé au profit de l’armée de Terre en incarnant le soutien en haute intensité.

## Insigne

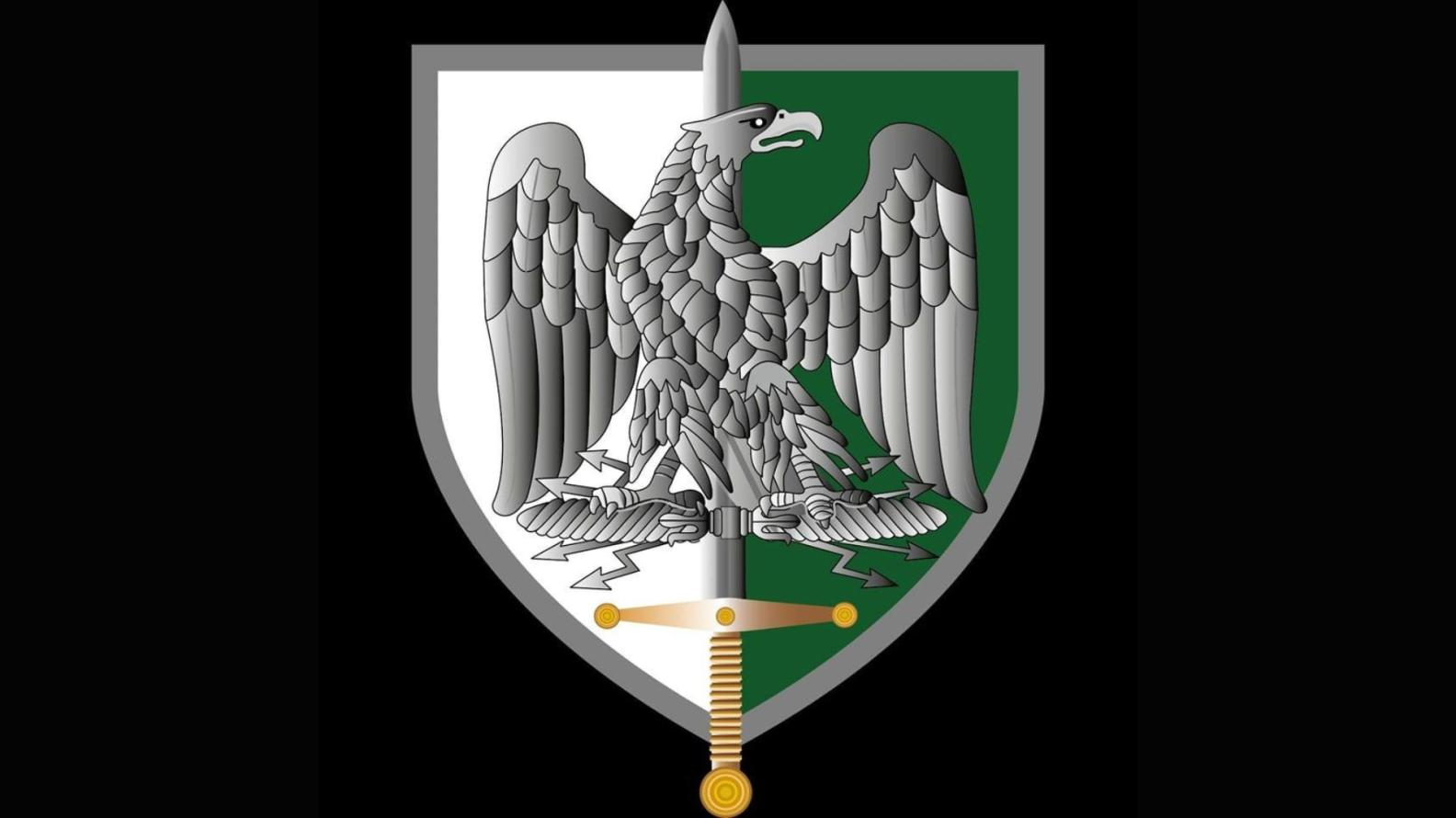
Insigne de la brigade logistique.

- le vert et le blanc sont les couleurs traditionnelles de l'arme du train ;
- l'aigle impérial rappelle la création du train par Napoléon Ier ;
- l'épée est le symbole du commandement des unités combattantes de l'Armée de terre.

## Listes des commandants
| Dates                    | Nom                                 | Source |
| ------------------------ | ----------------------------------- | ------ |
| À partir du 23 mars 2024 | Nicolas Filser (Général de brigade) | [ 8 ]  |